# Targho
Targho est une commune rurale située dans le département de Saponé de la province du Bazèga dans la région du Centre-Sud au Burkina Faso.

## Géographie
Le village est situé à 15 km au Sud-Ouest de Saponé.

## Santé et éducation
Targho accueille un centre de santé et de promotion sociale (CSPS).